# Амаліє Швабікова
Амаліє Швабікова (чеськ. Amálie Švábíková, нар. 22 листопада 1999) — чеська легкоатлетка, чемпіонка світу 2018 року серед юніорів у стрибках з жердиною.

## Основні міжнародні виступи
| Рік              | Змагання                       | Місто            | Місце            | Дисципліна         | Примітки         |
| Виступи за Чехія | Виступи за Чехія               | Виступи за Чехія | Виступи за Чехія | Виступи за Чехія   | Виступи за Чехія |
| ---------------- | ------------------------------ | ---------------- | ---------------- | ------------------ | ---------------- |
| 2016             | Чемпіонат Європи серед юнаків  | Тбілісі          | 3                | стрибки з жердиною |                  |
| 2016             | Чемпіонат світу серед юніорів  | Бидгощ           | 7                | стрибки з жердиною |                  |
| 2017             | Чемпіонат Європи серед юніорів | Гроссето         | 5                | стрибки з жердиною |                  |
| 2017             | Чемпіонат світу                | Лондон           | квNM             | стрибки з жердиною |                  |
| 2018             | Чемпіонат світу серед юніорів  | Тампере          | 1                | стрибки з жердиною | [ 3 ]            |